# نيللا تانارو
نيللا تانارو هي بلدية (بلدية) في مقاطعة كونيو في منطقة بيدمونت الإيطالية، وتقع على بعد حوالي 70 كيلومتر (43 ميل) جنوب تورينو وحوالي 30 كيلومتر (19 ميل) شرق كونيو.
تقع نيللا تانارو على حدود البلديات التالية: برياليا، كاستيللينو تانارو، تشيليه، ليزينو، موندوفي، روكا تشيليه، سان ميشيل موندوفي، فيكوفورتي.